# Беренсмайер, Анна
Анна «Кей» Беренсмайер (Anna Katherine «Kay» Behrensmeyer) — американский палеонтолог, тафономист и палеоэколог.
Доктор философии, куратор по палеонтологии позвоночных департамента палеобиологии Национального музея естественной истории (NMNH) и содиректор программы «Эволюция наземных экосистем», а также ассоциат Human Origins Program. 
В 2002 году вошла в число 50 самых значительных женщин-учёных по версии журнала Discover.
Член Национальной академии наук США (2020) и Американского философского общества (2021), Американской академии искусств и наук (2011).
Проводила полевые работы в США, Кении, Пакистане, Камеруне, Белизе, Эфиопии, Южной Африке.
На протяжении многих лет сотрудничала с Rick Potts в Olorgesailie, где ведёт исследования с 1986 года.
Выросла в западном Иллинойсе. Окончила Университет Вашингтона в Сент-Луисе (бакалавр). Докторскую степень получила на кафедре геологии Гарварда.
Награды
- Raymond C. Moore Medal[англ.] (2016)
- Romer-Simpson Medal[англ.] (2018)
- Paleontological Society Medal[англ.] (2018)[8]
- G. K. Warren Prize[англ.] НАН США (2019)[9]